# Fachhochschule Westschweiz
Die Fachhochschule Westschweiz oder Westschweizer Hochschule für angewandte Wissenschaften und Kunst (französisch HES-SO Haute école spécialisée de Suisse occidentale; englisch: University of Applied Sciences and Art Western Switzerland) ist eine zentral geführte Hochschule für angewandte Wissenschaften in der Westschweiz. Sie umfasst 28 Schulen in den Kantonen Freiburg, Genf, Jura, Neuenburg, Wallis, Waadt und Bern. Mit über 19'000 Studierenden ist die HES-SO, nach der Zürcher Fachhochschule, die zweitgrösste Fachhochschule der Schweiz. Es werden 63 Bachelor- und Masterstudiengänge angeboten.

## Schulen

### ARC (Bern, Jura, Neuenburg)
- Haute Ecole Arc Conservation-restauration
- Haute école de gestion Arc – HEG Arc
- Haute Ecole Arc Ingénierie – HE-Arc Ingénierie
- Haute Ecole Arc Santé – HE-Arc Santé
- Haute Ecole de Musique de Genève HEM – Site de Neuchâtel

### Freiburg
- Hochschule für Technik und Architektur Freiburg – HTA-FR
- Hochschule für Wirtschaft Freiburg – HSW-FR

Die Hochschule für Wirtschaft Freiburg (HSW-FR) wurde 1991 unter dem Namen Ecole supérieure de cadres pour l’économie et l’administration (ESCEA) gegründet und hat sich seitdem zügig weiterentwickelt. Ihr Erfolg spiegelt sich sowohl im breit gefächerten Spektrum der Studiengänge (Bachelor, Master und Fortbildung) als auch in der stetig steigenden Zahl der Studierenden und Dozierenden. Ferner baut die Hochschule ihre Aktivitäten im Bereich der angewandten Forschung konsequent aus und erhält immer mehr Aufträge von Unternehmen und Organisationen.
Unter dem Dach der Fachhochschule Westschweiz (HES-SO) ist sie die einzige HSW der Schweiz, die einen dreisprachigen Bachelor-Studiengang in Betriebsökonomie (FR/DE/EN) anbietet. Ferner zeichnet sie sich durch einen Masterstudiengang in Entrepreneurship aus, der, wie es für Fachhochschulen charakteristisch ist, wissenschaftliche Erkenntnisse optimal mit konkreten Anwendungen verbindet.
- Haute école de santé Fribourg – Hochschule für Gesundheit Freiburg – HEdS-FR
- Haute Ecole fribourgeoise de travail social – HEF-TS
- Haute Ecole de Musique de Lausanne – HEMU – Site de Fribourg

### Genf
- Haute école du paysage, d’ingénierie et d’architecture de Genève hepia, ehemals Ecole d’Ingénieurs de Genève und Ecole d’Ingénieurs de Lullier
- Haute école d’art et de design (HEAD) Genf – HEAD, ehemals École supérieure des beaux-arts Genève und Haute école d’arts appliqués
- Haute école de gestion de Genève – HEG-GE
- Haute école de santé Genève – HEdS-GE
- Haute école de travail social Genève – HETS-GE
- Haute école de musique de Genève – HEM

### Waadt
- Hochschule für Wirtschaft und Ingenieurwissenschaften des Kantons Waadt (franz.: Haute Ecole d’Ingénierie et de Gestion du Canton de Vaud, kurz: HEIG-VD)
- ECAL/Haute école d’art et de design Lausanne
- Haute Ecole de Santé Vaud – HESAV
- Haute Ecole de la Santé La Source – HEdS-La Source-VD
- Haute école de travail social et de la santé – EESP – Lausanne
- Haute Ecole de Musique de Lausanne – HEMU

### Wallis

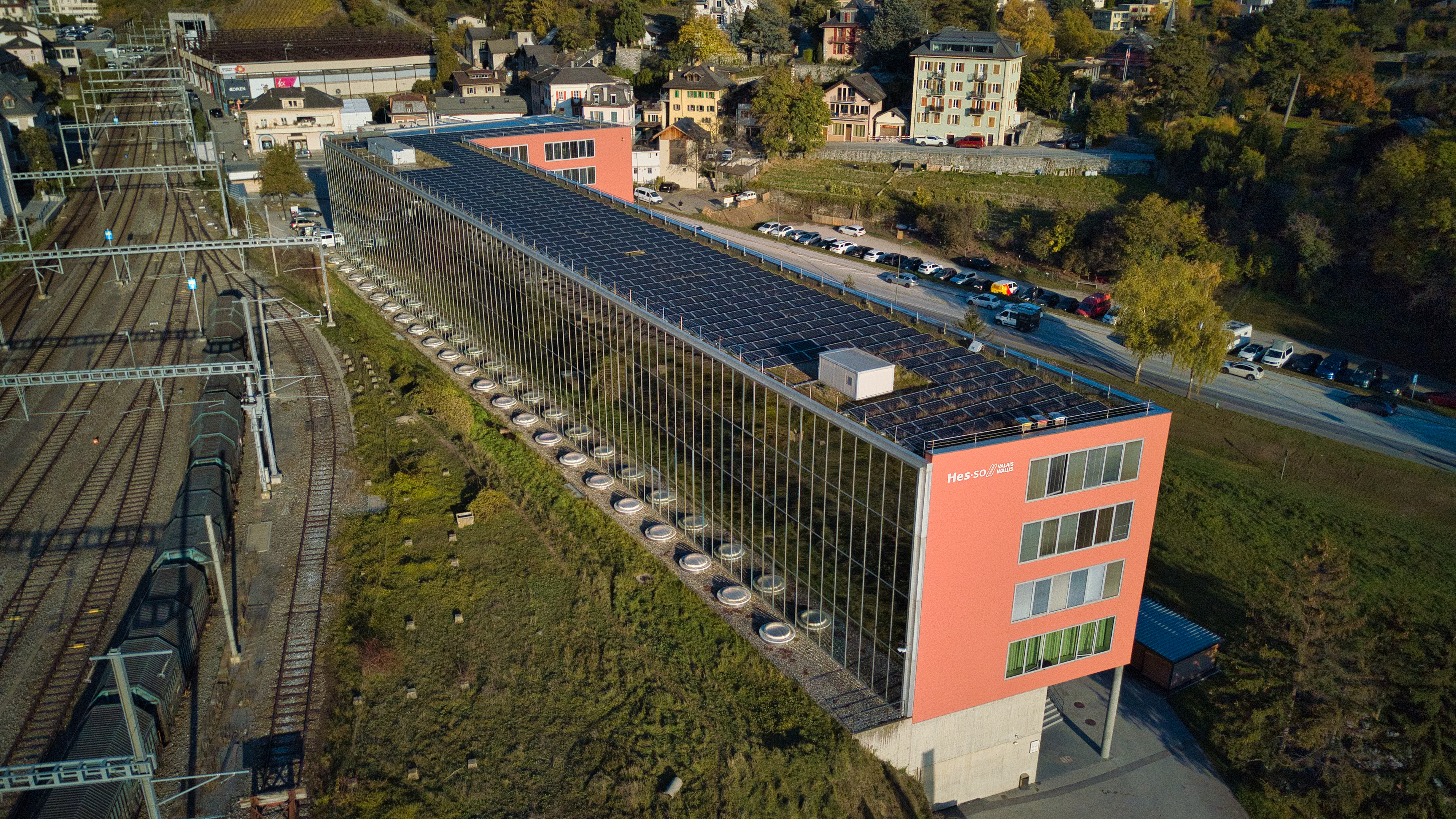
Campus in Siders

- HES-SO Valais-Wallis – Hochschule für Wirtschaft[6]
- HES-SO Valais-Wallis – Gesundheit[7]
- HES-SO Valais-Wallis – Ingenieurwissenschaften[8]
- HES-SO Valais-Wallis – Hochschule für Soziale Arbeit[9]
- École de design et haute école d’art du Valais (EDHEA)[10]
- Haute Ecole de Musique de Lausanne – HEMU – Site de Sion

### Private Schulen und Stiftungen
- École hôtelière de Lausanne – EHL
- École d’ingénieurs de Changins – EIC
- Haute école de théâtre de Suisse romande – La Manufacture